# 캐논 EOS 400D
캐논 EOS 400D(Canon EOS 400D)는 2006년 8월 24일에 발표된 캐논의 컨슈머 디지털 SLR이다. 22.2 × 14.8 mm 크기의 1010만 유효 화소 CMOS 이미지 센서를 가지고 있으며, 2006년 9월에 시판되었다. 북미에는 Digital Rebel XTi, 일본에는 EOS Kiss Digital X란 상품명으로 출시되었다. 400D는 캐논 EOS 350D의 후속 모델이다.
350D와 비교했을 때 1010만의 화소수와, 최대 연속 촬영 매수가 늘어났으며 센서 클리닝 기능도 탑재하고 있다. 또한, 캐논 EOS 30D과 동일한 정밀한 자동 초점 시스템을 가지고 있고 2.5 인치 LCD 스크린을 가지고 있다.
dpreview.com의 실험 결과에 따르면, 400D JPEG 결과물의 각 ISO별 감광 속도는 ISO 표준과 일치한다. 이에 반해, 캐논 EOS 350D, 캐논 EOS 20D, 캐논 EOS 30D, 캐논 EOS 5D, 캐논 EOS-1Ds Mark II, 소니 DSLR-A100 등은 표시된 감광 속도보다 1/3 stop 더 빠르다.
천체 사진 등에 쓰이는 장시간 노출 성능과 관련하여 캐논 EOS 350D와 비교했을때, amplifier glow는 사라졌지만 핫픽셀(hot pixel)의 수는 늘어났다.

## 사진

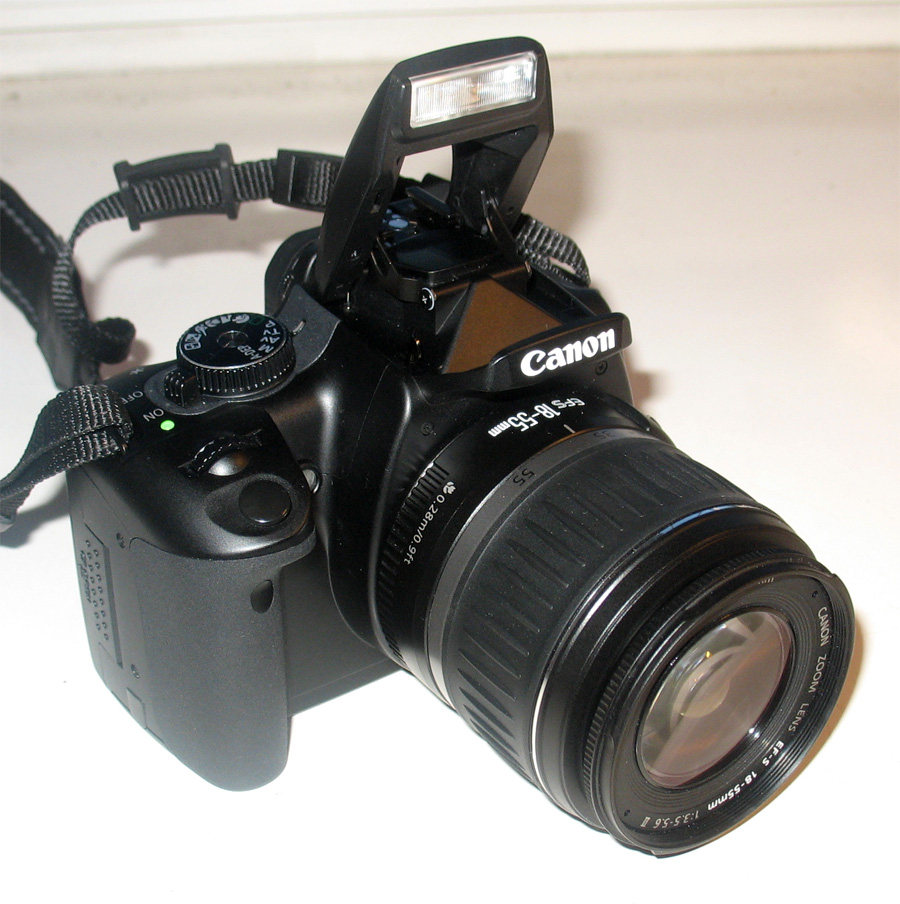
내장 플래시를 팝업한 상태
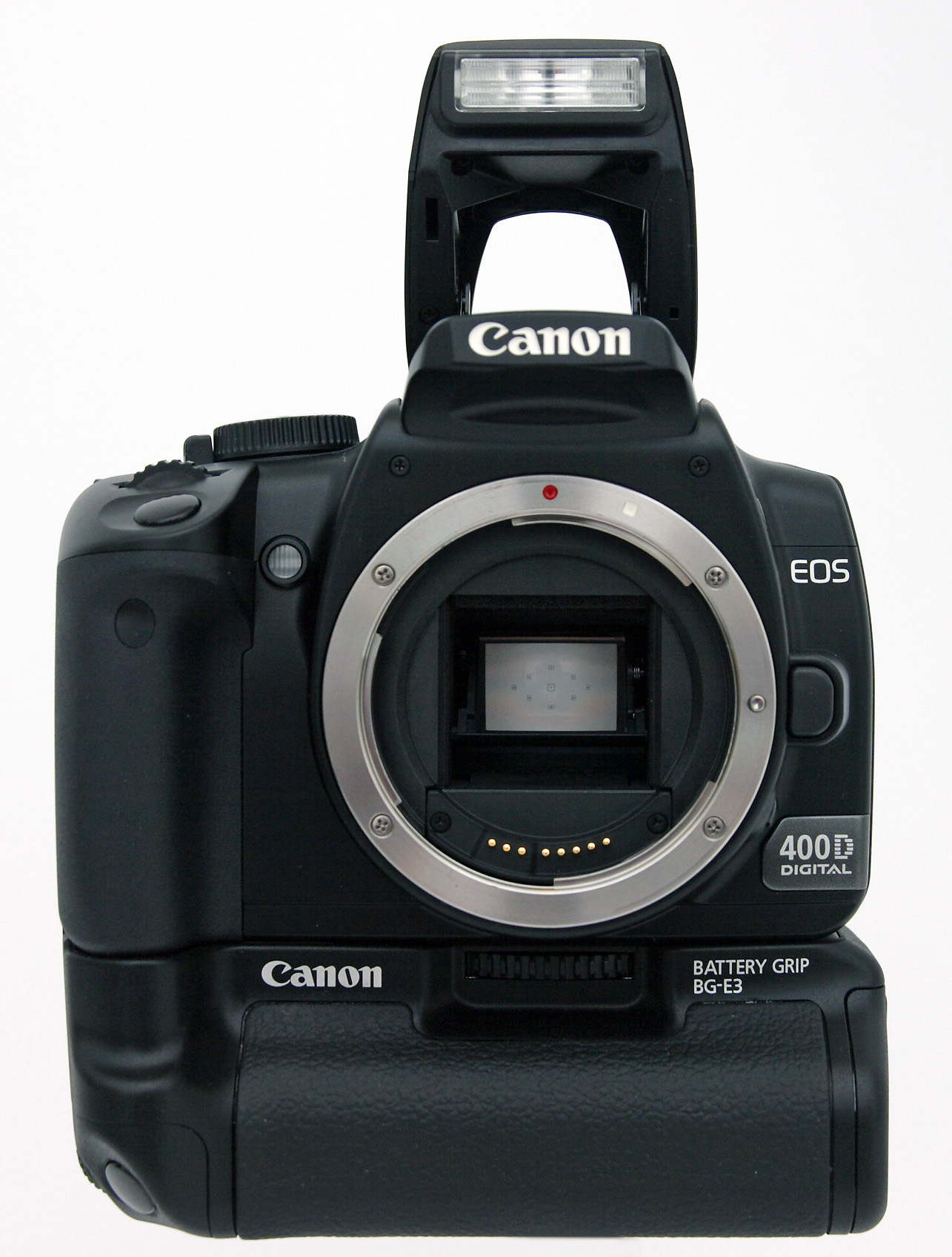
배터리 그립을 장착한 캐논 EOS 400D
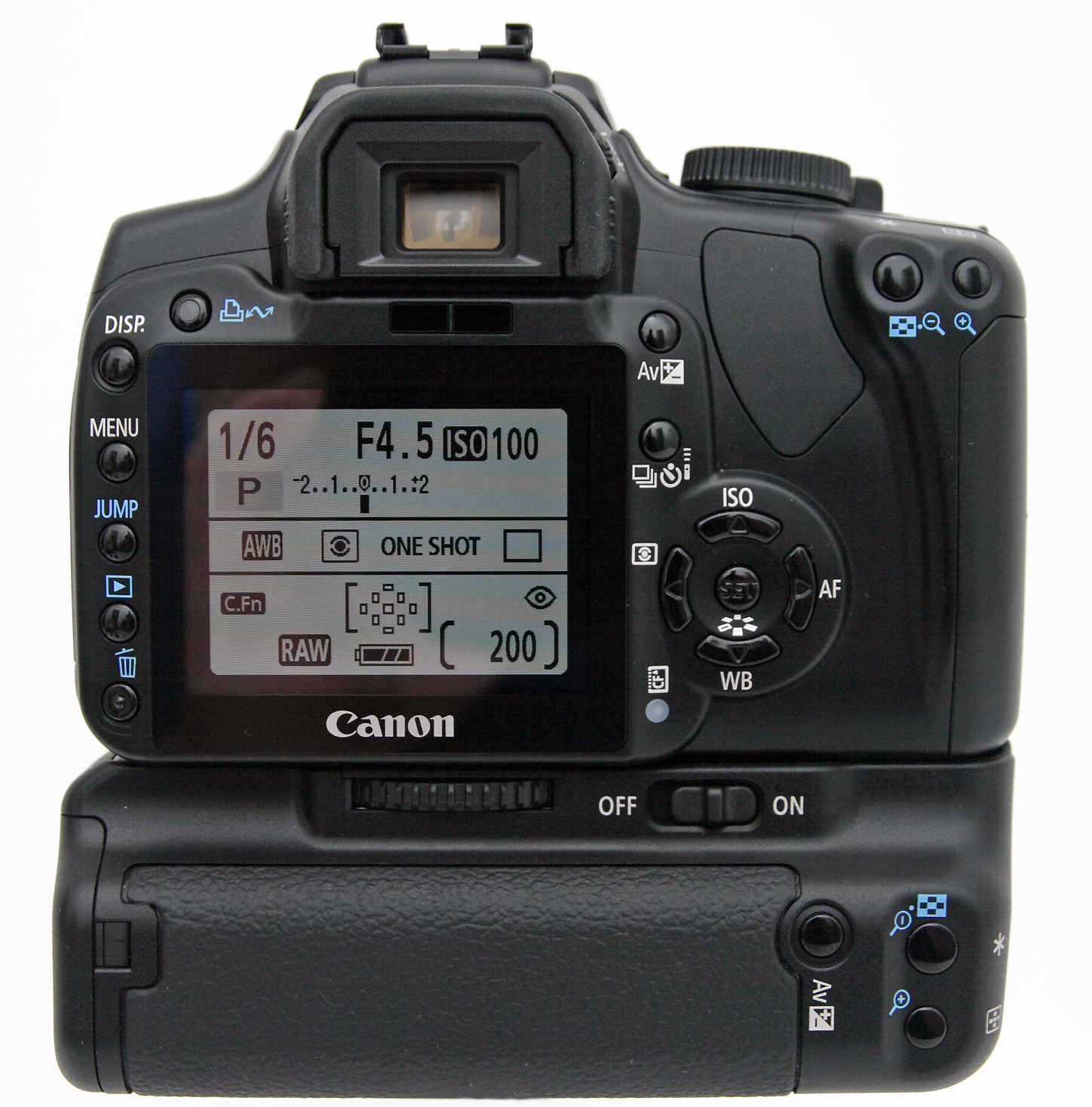
배터리 그립을 장착한 캐논 EOS 400D 뒷면
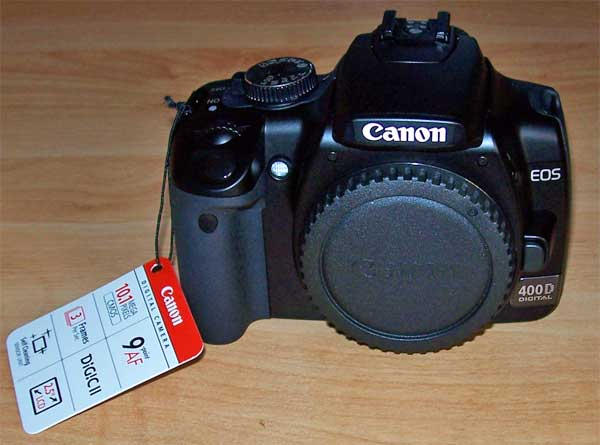

## 같이 보기
- 캐논
- 캐논 EOS
- 캐논 EF 마운트
- 캐논 EF-S 마운트